# Pavlon Lina
Bodrogi Dénesné Pavlon Lina (?, 1843 – Nagyjóka, 1909. május 4.) színésznő. 

## Pályafutása
Színpadra lépett 1860. augusztus 10-én, szubrett és anyaszerepekben láthatta a közönség. 1861 és 1884 között férjével, Bodrogi Dénessel együtt szerepelt. 1887. június 2-án fellépett a Népszínházban, Lukácsy Sándor: Vereshajú c. darabjában Zsófi szerepében. Szegeden 14 esztendeig működött. 1891. március 9-én Sopronban megülte 30 éves jubileumát, Hermann Sudermann: A becsület c. drámájában. 
Gyermekei: 
- Nógrádi Jánosné Bodrogi Lina/Karolina (Marosvásárhely, 1863. november 5. – Kassa, 1943 után)[2]
- Baghy Gyuláné Bodrogi Mária (1867–1924) színésznő
- Bodrogi Rózsa (szül. Győr, 1875. február 17.)[3]
- Bodrogi András Antal (Szeged, 1883. április 11.[4] – Budapest, 1964. október 23.) MÁV főfelügyelő.[5]

## Működési adatai
1861: Takács Ádám; 1862–65: Hubay Gusztáv; 1866: Latabár Endre; 1867: Budai Népszínház; 1868: Fehérváry Antal; 1869–71: Hubay; 1871–73: Hubay-Sztupa Andor; 1873: Temesváry, Hubay; 1874: Lászy Vilmos; 1876–82: Aradi Gerő; 1883: Völgyi György; 1884–86: Aradi; 1886: Csiszér Kálmán; 1887: Nagy Vince; 1888–92: Somogyi Károly; 1892: Makó Lajos; 1893–99: Somogyi.